# Rejon hoduciszkowski
Rejon hoduciszkowski – jednostka terytorialna istniejąca w ramach Białoruskiej SRR w 1940 na terenach Wileńszczyzny okupowanej przez ZSRR. Stolicą były Hoduciszki.

## Historia
Rejon powołano do życia 15 stycznia 1940 w ramach obwodu wilejskiego. Obejmował część przedwojennego powiatu święciańskiego z miejscowością Hoduciszki. Dzielił się na gminy wiejskie (sielsowiety). 25 listopada 1940 rejon rozwiązano włączając jego zachodnią część wraz z Hoduciszkami do Litewskiej SRR, a siedem pozostałych gmin do rejonu postawskiego. Stacja kolejowa Hoduciszki pozostała częścią Białoruskiej SRR i została przekazana pod administrację Litewskiej SRR dopiero w 1978 (decyzją Ministerstwa Komunikacji ZSRR). Doprowadziło to w grudniu 1993 do konfliktu politycznego między Litwą a Białorusią, gdy Białoruś zażądała od Litwy zwrotu stacji kolejowej.